# Праведність
Праведність — важливе теологічне поняття в християнстві, ісламі та юдаїзмі. Це характеристика, яка передбачає, що людина дотримується заповітів, які передбачає її віросповідання. Поняття «праведник» присутнє в більшості світових віровчень. Праведники — це лик святості в православ'ї.
У православній церкві є праведники, які проводили праведне, богоугодне життя, живучи в миру, бувши сімейними людьми, як, наприклад, св. праведні Іоаким і Анна та інші Перші праведники на землі: родоначальники (патріархи) людського роду, називаються праотцями, як, наприклад: Адам, Ной, Авраам і інші.
Як впливова західна концепція, праведність (англ. righteousness) стала перекладом одного з центральних понять у конфуціанстві: ї 義 (yì, спрощена форма: 义). Але, на відміну від західної теології, воно містить перш за все етичний зміст: коректна побудова відношень між правителем та його народом, батьками та дітьми, чоловіком та жінкою. Через цю різницю у перекладі з китайського поняття ї поєднує конотації праведності та справедливості. Певна збіжність із релігійним змістом ї запроваджувалася китайським культом предків, де відповідальність перед батьками та обов'язки правителя були частиною відповідальності перед попередніми представниками клану, які, у стародавніх віруваннях, мали владу насилати нащадкам злидні чи благословення (див. Ancestor veneration in China).